# 三田村鳶魚
三田村 鳶魚（みたむら えんぎょ、1870年4月17日（明治3年3月17日）- 1952年（昭和27年）5月14日）は、江戸文化・風俗の研究家である。本名は万次郎、後に玄龍。その多岐に渡る研究の業績から「江戸学」の祖とも呼ばれる。　

## 人物・生涯
1870年、武蔵国八王子（現在の東京都八王子市）の八王子千人同心の家系に生まれた。三田村家は天保期に商人となり、機屋（織物買継商）を営んでいた。1952年に疎開先の山梨県下部温泉近くに所在する湯沢温泉の不二ホテルで没した。
自由民権運動に参加し日清戦争での従軍記者、報知新聞記者などを経て江戸風俗や文化を研究し、またそのための勉強会を主催した。参加者の一員の森銑三は、鳶魚・三村竹清・林若樹（林研海の子）を「江戸通の三大人」と評している。森の終生の友人で随筆家の柴田宵曲が、鳶魚の口述筆記を多く担当している（ですます調の著作は概ね口述筆記）。晩年に『鳶魚江戸ばなし』（全20冊、青蛙房）を編さんしている。
鳶魚の研究著述は、江戸時代の随筆や聞き書きを史料として、その時代を論じるというものであった。史料の出所がわからないために、当時の歴史学界ではさほどの評価はされなかったともいうが、鳶魚を再評価した山本博文によると、戦後歴史学のマルクス主義階級闘争史観で主に問題になっていた百姓一揆などについて論じなかったためにあまり引用されることがなかったのが低評価の原因だとしている。平成に入り山本博文らにより、他の在野の江戸学者と同様に再評価されている。
鳶魚の江戸学は、非常に広範で多岐に渡り、鳶魚江戸学と呼んでも差し支えないような個性的なものである。あまりにも膨大な業績のため、没後に考証史家の稲垣史生が、鳶魚の研究成果を事典形式にまとめた『三田村鳶魚 江戸武家事典』、『江戸生活事典』（青蛙房）を編纂しているほどである。
後年に下記の『三田村鳶魚全集』（全28巻、中央公論社／新編「鳶魚江戸文庫」中公文庫 全36巻）や『未刊随筆百種』（全12巻、同）に集成されている。

## 主な著作

### 評論・随筆
- 明治38年（1905年）、『甲斐方言考』 - 『風俗画報』に掲載。最初期の執筆作。
- 明治44年（1911年）、『芝居と史実』
- 大正2年（1913年）、『江戸の珍物』
- 大正7年（1918年）、『伊賀の水月』
- 大正14年（1925年）、『鳶魚随筆』
- 昭和2年（1927年）、『江戸年中行事』
- 昭和8年（1933年）、『江戸ッ子』
- 昭和9年（1934年）、『捕物の話』
- 昭和14年（1939年）、『江戸百話』

## 全集・編著

### 『三田村鳶魚全集』全28巻 中央公論社
第1巻 公方様の話・大名生活の内秘
- 公方様の話

神君御寵女十七人／裾貧乏な家康／甲州の女狩り／春日局の焼餅競争／家光の初恋／月夜の三代将軍／元禄の能役者／「朝妻船」に描ける五の丸殿／不良将軍吉宗／柳営最後の御狂言師
- 大名生活の内秘

大御所様／帝国大学赤門の由来／島津お由羅騒動／伊賀の水月／米沢騒動／水天宮及び久留米侯頼徳／牧野備後守の献妻／桜餅／水戸侯斉昭の内寵／井伊大老の家族
第2巻 お大名の話・武家の生活・武家の婚姻
- お大名の話

お藤は列女か／疑問の佐倉惣五／涼しがるお大名／小便組／サンガー色を帯びた大名の家族／サンガー婆子の家苞に／変造の『護国女太平記』／開演を見合せた『井伊大老の死』／蘇生した井伊劇／譫語をいう伊達安芸／帝国劇場の『千姫』／貸本屋と御家騒動
- 武家の生活

浅野老侯のお話／金の茶釜／殿様の研究／おめでたい人の話／武士道についての話／武士道の話／お大名の蔵入り／武家の暮し向き／御家人の生活を説明する古着店／武士の相場付／足軽／百間長屋と盲長屋／徳利門番／大名の女腹切り／味噌漉奥さん／女別式
- 武家の婚姻

武家の婚姻／四十年待って婚礼／名残りの葉隠
第3巻 御殿女中・御殿女中続考（付図　御本丸御殿向図）
- 御殿女中

御殿女中の研究／御殿女中の髪飾・服装／母の御本丸の話／文政奇談夢物語／副書条々
- 御殿女中続考

稼かれる御殿女中／稼ぐ御殿女中／御殿女中の話／奥女中の三拍子／御殿女中研究の指導／御年寄大崎
第4巻 御家騒動・御家騒動続考・敵討の話
- 御家騒動

宇都宮釣天井／忠長殺し／有栖川幸仁親王擁立／黄門様の八つあたり／三家・三卿の本家相続病
- 御家騒動続考

繰り返した会津騒動／有馬の猫騒動／朝比奈騒動／悪人のない御家騒動
- 敵討の話

敵討の話／東慶寺の尼僧／遊女秋篠／四谷塩町の仇討／烈女利与
第5巻 加賀騒動・幕府のスパイ政治・江戸の豪侠
- 加賀騒動

実録加賀騒動／金沢遊記
- 幕府のスパイ政治

御所役人に働きかける女スパイ／大名の御役騒ぎ／気の毒な倹約政治家の末路／玉川上水の滝／水戸殿御使
- 江戸の豪侠

序／幡随意長兵衛／肴屋太助／石出帯刀／深見十左衛門／大口屋冶兵衛／大久保彦左衛門
第6巻 江戸生活のうらおもて・札差
- 江戸生活のうらおもて

前後四回の倹約強要／金公事法度／江戸時代の法定利率／毀仏鋳銭の謬伝／当十銭／江戸以前に働いた通貨／小判の色揚げ／江戸時代の銀貨／紀海音の貨幣癖／二朱女郎と六寸局／浮世一分五厘／米価短長の今昔／御張紙直段／百相場／物価抑損令の運用／本願寺の大師号欲求／宮様のお命乞い／武士の分度生活／旗本・御家人の別／上ゲ米
- 札差

札差考／米価の話／通貨の話／千両箱と千石取／鼻紙代／未遂既遂の米騒動／大阪町人の相場通信
第7巻 江戸っ子・江戸の生活と風俗
- 江戸っ子
- 江戸の生活と風俗

江戸っ子の湯治／江戸っ子の使う悪態の解説／畜生め／隣組につけて江戸と東京を眺める／鳶の喧嘩／時刻の話／行灯・挑燈の話／江戸趣味の話／寛文・天和の衣装法度／チョン髷／若衆髷／勝山・丸髷相関論／張り甲の櫛／おっこち絞り／浴衣のいろいろ／浴褌論／娘姿は春景色／漢学書生／びいどろ昔譚／人力車の末期
第8巻 足の向く儘・芝 上野と銀座
- 足の向く儘

足の向く儘／劇中の江戸／三組町九十番地／麹町区宝田町／御蔵前／風来山人の凶宅／根津宮永町／笠森稲荷及びお仙茶屋／無難禅師の故栖／三十三桜／浅草の五度桜／番町の夫婦石／高尾の故跡／怪談の皿屋敷／観音の裏門／内藤新宿起源
- 芝 上野と銀座

芝のお寺／寛永寺の上野／銀座の沿革
第9巻 江戸の春秋・江戸の旧跡・江戸の災害
- 江戸の春秋

年中行事に残る江戸の俤／大江戸の春／江戸の春／お大名の松飾り／江戸市民の初詣／カルタのいろいろ／江戸のお花見／一本桜から並木の桜／天下祭／七夕竹／江戸市街の夏夜／初夏の売り声／両国の川開き／回向院の垢離場／富士道者／秋の江戸／御殿女中の八朔／神田まつり／精進棚そのほか／大奥の煤掃き／江戸の師走／年の瀬
- 江戸の旧跡

失われた江戸の輪郭／大江戸の名残り／焼き払われた名所名物／目に見えた江戸の名残り／柳原の土手／弁天様の周囲／谷中の長福寺／雨しょぼ／江戸時代の浅草から／銅仏の背文に残る大賈／浅草公園の矢場女／ズンバリ横町／木母寺の新跡／三囲稲荷の鳥居／内藤新宿／江戸の滝／川柳の八百屋お七／江市屋宗助の寄進／炭焼の八王子／釣
- 江戸の災害

享保・天明の洪水／永代落橋／読売に唄われた安政大地震／安政震災の回復／秋葉ばら; 第10巻 娯楽の江戸・江戸の食生活・花柳風俗
第10巻 娯楽の江戸・江戸の食生活・花柳風俗
- 娯楽の江戸

江戸の民衆娯楽／大道芸と葭簀張り興行／道化万歳／講釈の移替り／寄席の盛衰／最初の落語／虚月爺次郎のモデル／江戸末の幽霊好み／落語の佃祭／芝浜の財布／京の芸子の心中立て／花鳥茶屋
- 江戸の食生活

庶民の食物志／食事の話／蕎麦と鮨／二八蕎麦／天麩羅と鰻の話／金竜山の米饅頭
- 花柳風俗

傾城買の二大派閥／太夫道中の見物／吉原一夕話／訟廷のオイラン／品川女郎衆／江戸芸者の研究／疑問の惣嫁／夜鷹日和／四本半／里訛り／苦界／男色
第11巻 江戸の女・江戸の花街
- 江戸の女

女の世の中／水茶屋の女／下女の話／麦湯の女／女巡礼／囲い者の話
- 江戸の花街

元吉原の話／江戸における第一回の私娼狩／江戸の暗娼政策／暗娼対治の経験／江戸時代の高級遊女／奴遊女九重
第12巻 近松の心中物自由恋愛の復活・芝居風俗・女の流行
- 自由恋愛の復活

近松の心中物自由恋愛の復活／原作通りという中座の紙治／新富・帝劇の近松記念興行／時勢から見た近松の作物／西鶴のいまだ知らざる疆域に立てる近松
- 芝居風俗

芝居の生んだ悪対趣味／芝居から出た染模様／錦絵の大首／人形俳優浮世絵論／人間美の競争／ちょいちょいの本尊／蕃気に生きた女房／女形成熟の条件／江戸に少ない女形／役者の紋／謡曲と宇治加賀掾／彩色／初午に生まれた素人狂言／座敷能／義太夫狂言／歌舞伎及びその系統／変痴気論の発生
- 女の流行

裸体美の鑑賞／西鶴の当世顔／恋の病／顔の艶／江戸の女のお化粧／柳腰の研究／柳腰の持主／女褌論／宮比の神の半裸体舞踊／おちゃっぴい／俗謡に現れたマゾヒスムス／昔のパラソル
第13巻 捕物の話・目明しと囚人・浪人と侠客の話
- 捕物の話

廻り方／火付盗賊改／八州取締出役
- 目明しと囚人

目明しの話／辻番剰語／捌き物の話／江戸法律の相対死／捨子／牢屋の話／馬場文耕の罪科／直侍の実説
- 浪人と侠客の話

浪人の話／泥棒浪士黒頭巾／侠客の話
第14巻 江戸の白浪・泥坊の話・お医者様の話
- 江戸の白浪

慶長前後の泥坊／大小の草履組／世帯染みてくる
- 泥坊の話

泥坊の話／日本左衛門／五人小僧／鼠小僧の正体／鬼坊主清吉の捨札／毒婦と白浪
- お医者様の話

御殿医の話／医者の仕度料／お医者様の話／浅田宗伯と千住の按摩／奥医師大渕祐玄／江戸時代の性欲教育／避妊・不妊の遊女／破戒尼を裸にする／同性愛の異性化
第15巻 相撲の話・江戸雑録
- 相撲の話

相撲の話／相撲ばなし／空前な十三日興行
- 江戸雑録

御坊主の話／御数寄屋坊主／物貰いの話／屑屋さんの話／太鼓儒者／賄賂と手土産／文人画は空腹の厭勝／江戸末期の子弟教育／江戸時代のサラリーマン／八百八町の隣組／大井川の川留め／道中記が与える問題／『東海道名所風景』絵とき／『東都近郊図』の滑稽味／瓦版の話／閻魔の目玉／向島の仮装行列／葛西船の話／犬公方漫談／快男児喜剣／相馬の金さん／雨蓑風笠／嘘／嘘譚女仇討／三人塩屋／内藤新宿の産夫／江戸時代の妖怪研究／初鰹／本多佐渡守の一言／タアケ／「中から下」という語意／紛失した洒落／野暮天の話
第16巻 元禄快挙別録・横から見た赤穂義士・赤穂義士遺聞
- 元禄快挙別録

口碑に存せる吉良義央／『徳川御実記』に見える義央／『忠臣蔵』の師直
- 横から見た赤穂義士

四十六人の偶像化／当世風な殿様／粋を通す内蔵助／百二十五人から四十六人／二月の四日／泉岳寺の宝物館／講談の根本資料／女の子の行方／後室瑶泉院／義士嫌い
- 赤穂義士遺聞

公弁法親王と赤穂義徒処分／当夜の小林平八郎
第17巻 人物談義江戸の流行っ子・玉川上水の建設者安松金右衛門・人さまざま
- 人物談義江戸の流行っ子

徳川家康の痰火／家光將軍の禅問答／女讃岐／正直な柳沢吉保／大石良雄の娘／赤穂義士の娘／正木堂島跡／吉良氏の忠臣／坂戸高尾／細田栄之／田沼主殿頭の身辺／情けない阿部正喬／塩原太助の手紙／瞞された真淵／梁川星巌と絶縁／不審しの横井小難／大道覚明論と若江薫子／横寺町の先生／南新二
- 玉川上水の建設者安松金右衛門
- 人さまざま

その後の紀文／紀文の作った小唄／奈良茂の情事／原武太夫／四人部屋六郎右衛門／加保茶四代記／京山の妾因妾果／詐欺取財犯人頼久太郎／加藤雀庵／歌川豊国の娘／女義太夫竹本小伝／夢に見た恭順中の慶喜公／ボウブラの畑／話に聞いた近藤勇／勘助地蔵／仁王座禅の鈴木正三／瓦版になった木食観正／寛永寺小言の僧正
第18巻 芝居と史実・芝居の裏おもて
- 芝居と史実

加賀美山旧錦絵／御所桜弁慶上使／艶姿女舞衣／其小唄夢郭／碁太平記白石噺／桂川連理棚／鼠小紋東君新形／三十三間堂棟木由来／八百屋お七歌祭文／忍夜恋曲者／心中二ツ腹帯／恋娘昔八丈／京鹿子娘道成寺／有職鎌倉山
- 芝居の裏おもて

冥土の飛脚／心中浮名の鮫鞘／明烏夢泡雪／心中天の網島／茜染野中の隠井／大経師昔暦／天一坊／近頃河原達引／二代目暁雨／四谷怪談の虚実／笠森おせん／天満水滸伝／傾城阿波鳴門
第19巻 鳶魚劇談・芝居ばなし
- 鳶魚劇談

春花五大力／忠臣蔵討入／男作五雁金／唐土織日本手利／敵討崇禅寺馬場／新吉原瀬川復讐／大岡政談松葉屋瀬川／田村屋鈴鹿合戦阿漕浦平治住家／蝶千鳥／法界坊の故郷／関の小万／義士喰いの妙海尼／撞木町の大石内蔵助／松平外記の五人斬／王子稲荷の狐／「菊畑」は蝦夷の事実か／河内山宗俊余談／伝統した明治初年のトテツル拳／随筆三人吉三／三人吉三注文帳／『井伊大老の死』の舞台裏／改造の『小猿七之助』／新黙阿弥劇／『順番』と団七縞／新富座の東男／帝劇の『乱れ金春』／吉右衛門の旗揚げ／舶来の忠臣蔵／『都一中』と『二枚絵草紙』／菊五郎の『鏡獅子』
- 芝居ばなし

歌舞伎という言葉／『四谷怪談』はお化芝居か／浜松屋と五人男／研辰の妙味／勧進帳／清元の累／八百屋半兵衛の意義／五年前に見た紙冶／気の重いカッポレ／権三と助十の前後左右／御所の五郎倉と奥州／尾上伊太八／お半長右衛門／和藤内／瀬川五郎／淀屋辰五郎／清水一角と鷺坂坂内／勘弥の忠直卿／『法難』見物／お江戸日本橋／帝劇の舞台装置研究／井伊大老の愛妾／きられ与三／男伊達のさまざま／円朝の怪談ぶり
第20巻 歌舞伎百話・はやり唄・江戸の思想
- 歌舞伎百話

江戸歌舞伎の春狂言／芝居の鼠／鯉つかみ／病的な真世話物／近世式幽霊の系統／幽霊の足はいつ頃からなくなったか／劇中の人物／セリフ泛説／役者の俳名／柿三升／助六郭家桜／猿子橋少女報讐／娘盛麑城譚／巡礼二代女／安宅丸／政岡のモデルになった女／歌舞伎座の『羽衣』／『三度笠』の写実味／十一月興行の維新物三種／溺れた椀久／名妓夕霧と孝子与次郎／
- はやり唄

鮎うた／珍曲綾鶴／小唄の『岡崎』／甘茶でCouple／カッポレと四班舞踏／大黒舞の本跡／かんかん踊／流行唄の伏せ字／宋元詩と瞽女唄／野毛の山から／異人嫌いな喜遊／噂の二人／八王子市外機織唄／流行の詩吟／難波里三／阿呆陀羅経／チョボクレ／喇叭ぶし／えじゃないかえじゃないか／チョンキナ／田歌に残る馬上政治の俤／タンボサン／仮宅の流行唄
- 江戸の思想

惺窩の学問を疑ふ／二十六七歳の熊沢蕃山／四十歳前後の素行／新井白石の罪案／徂徠学の蔓衍／吉川惟足から従方まで／水戸学の淵源／会津学と水戸学／黄檗仕入の竜尚舎／藤森天山の痛言／諸大名の誓詞と儒者の概説／静座調息
第21巻 浄瑠璃と説経・人形芝居と能・吾妻錦絵
- 浄瑠璃と説経

土佐少掾橘正勝／豊後節雑記／豊後節の解停／近松以後の心中物／浄瑠璃の間の物／車人形と説経節／歌説経の敗れ／歌舞伎へ進出した説経の経路
- 人形芝居と能

水戸の縫左衛門／人形芝居の二大別／人形遣いの系図／南蛮又九郎／竹田八代／孫四郎の三人掛り／南京糸繰／出遭いの人形体制／細棹による人形芝居／歌舞伎に加った機械力／人形の鬘／人形名目の扱い方／人形芝居の開演に要する品目／片手人形／指人形／野呂間人形／淡路の人形座／撫養人形／神田明神の神事能／幸若舞の見物／吉原町御能拝見／謡曲盛行の反映／雨の日の壬生狂言／壬生寺の仮面扮戯／千本狂言の本行／野火止で見た面芝居
- 吾妻錦絵

吾妻錦絵／大童山の生年／吉田半兵衛／耳鳥斎の背景／新場の清長／国芳の大津絵／到着した『大首』の道筋／御所絵／鎌倉殿中慶賀図／天璋院様の一枚絵／江戸最後の諷刺画／幕末の諷刺画／一枚絵の料理屋／当世顔／遠塵斎の羅漢図／松島五大堂の絵馬／阿武奈絵
第22巻 滑稽本概説・江戸の小説
- 滑稽本概説

滑稽本概説／『東海道中膝栗毛』解題／『東海道中膝栗毛』の趣向／弥次喜多の大阪見物／『有喜世物真似旧観帖』解題／『譚話浮世風呂』解題
- 江戸の小説

文学史に省かれた実録体小説／『柳沢越後黒田加賀伊達秋田騒動実記』解題／『列侯深秘録』緒言／『仇討小説集』解題
第23巻 教化と江戸文学・江戸の文学
- 教化と江戸文学
- 江戸の文学

丸本と洒落本／『八笑人』の卒八／平秩東作の『東遊記』／『田舎源氏』の作者／柳水亭種清／京伝の考証／喜多村?庭の功績／川柳の解釈／川柳の女房／川柳の紀文／芝居でする百人斬／明治年代合巻の外観／『吉原細見』解説／『未刊随筆百種』解題／『貧人太平記』解題／『信仰叢書』緒言／西鶴輪講の思い出／近世文学と西鶴／『葉隠』の読み方／慶長のト書き／阿呆陀羅経の根源
第24巻 大衆文芸評判記・時代小説評判記
- 大衆文芸評判記
- 時代小説評判記

第25～ 27巻 日記
別巻 総索引

### 編書『未刊随筆百種』全12巻 中央公論社
第1巻
岡場遊郭考／操曲入門口伝之巻／新役竜の庖丁／江戸拾葉／吉原春秋二度の景物／文政年間漫録／慶応雑談／博打仕方風聞書
第2巻
享和雑記／俗事百工起源／浅草志／勝扇子／青楼年暦考／天明紀聞寛政紀聞／済生堂五部雑録
第3巻
尾陽戯場事始／迂鈍／吉原失墜／村摂記／事々録／文政外記天保改革雑談
第4巻
業要集／傾城百人一首／古今東名所／かくやいかにの記／戯言養気集／文化秘筆
第5巻
七種宝納記／及瓜漫筆／天保風説見聞秘録／東都一流江戸節根元集／芸界きくまヽの記／秘登利古刀／寛延雑秘録
第6巻
宝丙密秘登津／世のすがた／きヽまにまに／豊島郡浅草地名考／白石先生宝貨事略追加／俗語問屋場始末／宝夢録／関東潔競伝／江戸図書目提要／家守杖
第7巻
洛水一滴抄／鄙雑俎／江戸愚俗徒然噺／素謡世々之蹟／崎陽賊船考／高田雲雀／露草雙紙／楓林腐草／柔話
第8巻
文廟外記／一得物語／江戸自慢／柳営譜略／公鑑／水戸前中納言殿御系記／三十三ヶ条案文／御町中御法度穿鑿遊女諸事出入書留／踊之著慕駒連／真佐喜のかつら／雑交苦口記／角力め組鳶人足一条
第9巻
愚痴拾遺物語／頃日全書／使奏心得之事／公侯凞績／享保通鑑／狩野五家譜／獄秘書／裏見寒話
第10巻
小うた打聞／柳亭浄瑠璃本目録／新徴組目録／六国列香之弁／六国四季之火合／在京在阪中日記／貴賤上下考／文政雑説集／天狗騒動実録／縁山砂子／十寸見編年集／雪の降道／花柳古鏡
第11巻
大江戸春秋／東台見聞誌／寛政秘策／江戸芝居年代記／天保新政録
第12巻
川越松山之記／挟陽来書／身延攻／近世珍談集／難廼為可話／門前地改更之実録／桐竹紋十郎手記／玉川参登鯉伝／一本草

## 関連文献
- 『鳶魚江戸学 座談集』（朝倉治彦編、中央公論社、1998年）
- 山本博文『江戸を楽しむ 三田村鳶魚の世界』（中央公論社、1997年、中公文庫、2000年）
- 山本博文『鳶魚で江戸を読む』（中央公論新社、2000年、中公文庫、2005年）